# دراژن بولیچ
دراژن بولیچ (صربی: Dražen Bolić؛ زادهٔ ۱۲ سپتامبر ۱۹۷۱) بازیکن سابق و مربی فوتبال اهل صربستان است.
از باشگاه‌هایی که در آن بازی کرده‌است می‌توان به باشگاه فوتبال ویرتوس لانچانو، باشگاه فوتبال آنکونا، باشگاه فوتبال ویچنزا، باشگاه فوتبال سالرنیتانا، و باشگاه فوتبال پارتیزان اشاره کرد.
وی همچنین در تیم ملی فوتبال صربستان و مونته‌نگرو بازی کرده‌است.